# Proposizione infinitiva in greco antico
La proposizione infinitiva può essere tradotta in italiano con una proposizione soggettiva o con una proposizione oggettiva.

## Formazione nel greco antico
L'uso del tempo infinito del sistema verbale del greco, nella sintassi, riguarda le proposizioni infinitive e quelle dipendenti e indipendenti. Può avere la funzione nominale o verbale; come forma sostantivata, l'infinito esprime il concetto astratto dell'azione vista nella sua assolutezza, e per questo può anche essere preceduto dall'articolo. Poiché l'infinito è indeclinabile, acquisisce varie valenze logiche in base ai casi espressi dall'articolo, e può essere preceduto da qualsiasi preposizione greca; può reggere in quanto verbo un complemento al pari dei modi finiti (come : "dire la verità"), è composto da diatesi attiva e media, se accompagnato dalla particella άν rende l'idea della potenzialità o dell'irrealtà del periodo ipotetico. Nel futuro l'infinito assume un valore temporale, negli altri infiniti rimangono i valori aspettuali. L'infinito "sostantivato" può essere preceduto dall'articolo, e può essere declinato normalmente, il suo soggetto e il suo predicato se espressi e diversi da quello della reggente, si trovano all'accusativo; se il soggetto è identico, esso non compare nell'infinito, ma i suoi attributi sono al nominativo. In funzione di soggetto, l'infinito è accompagnato da sostantivi astratti indicanti l'opportunità o il dovere (bisogna, conviene); al genitivo riveste tutti valori propri di questo caso, preceduto da preposizioni, può avere valore finale, temporale, causale, concessivo, al dativo ha valore strumentale, all'accusativo ha valore di oggetto, dipendente da verbi indicanti la volontà e desiderio. L'infinito può avere anche valore esclamativo, iussivo (funzione di comando), desiderativo, di relazione e determinativo, qualificato qui da aggettivi, sostantivi.
- Infinito nelle proposizioni soggettive e oggettive: la costruzione con l'accusativo è usata in funzione di soggetto, quando si hanno frasi con verbi impersonali come συμβαίνει (accade che), πάρεστι - ἐνδέχεται (è possibile che), ἀνάγκη ἐστίν (è necessario che); e quando è accompagnato da sostantivi o aggettivi neutri sostantivati, uniti al verbo εἰμί; esempio: λόγος ἐστίν (è fama che, è detto che). Esempio per la funzione soggettiva: Άνάγκη ἐστί ἡμᾶς τῇ Κύρου φιλίᾳ χρῆσθαι (è necessario che noi restiamo fedeli a Ciro).

Esempio per i sostantivi o aggettivi neutri sostantivati + ἐστίν: Καλόν ἐστι ἀγαθοὺς φαίνεσθαι (è bello apparire valorosi)
- Infinito in funzione di oggetto: si costruisce con il verbo + l'accusativo con i verbi del dire - dichiarare - pensare sia per indicare un'affermazione che una negazione (λέγω, φημί, ἀγγέλλω, ἀρνέομαι, νομίζω); ma anche con i verbi di volontà - desiderio - comando (βούλομαι, δέομαι, ἐπιθυμέω, συμβουλεύω).

- - Esempio per i verbi dichiarativi: Ἡρόδοτός φησιν ἐλθεῖν Ἑλένην εἰς Αἴγυπτον: Erodoto afferma che Elena si sia recata in Egitto
  - Esempio per i verbi di volontà e comando: Τισσαφέρνης ἐβούλετο τὰς Ἰωικας πόλεις ἁπάσας ἑαυτῷ ὑπηκόους εἶναι - Tissaferne voleva che tutte quante le città della Ionia fossero sottomesse a lui.

In dipendenza da verbi di percezione, la proposizione oggettiva è resa con l'accusativo + participio predicativo, anziché con l'accusativo + infinito.
- Soggetto nelle infinitive: se il soggetto di un'infinitiva è il medesimo della sovraordinata, viene taciuto e l'eventuale predicato va in nominativo: Νομίζει ἀνὴρ ἀγαθὸς εἶναι (egli pensa di essere un uomo buono). Se il soggetto di un'infinitiva è diverso da quello della sovraordinata, viene espresso in accusativo come gli eventuali predicati: Νομίζει σε ἄνδρα ἀγαθόν εἶναι (egli pensa che tu sia un uomo buono).
Quando il soggetto dell'infinitiva è uguale a un complemento della sovraordinata, può essere attratto nel caso di quel complemento, oppure va in accusativo: Πρσήκει ὑμῖν / ὑμᾶς  ἀγαθοῖς / ἀγαθοὺς εἶναι (si traduce "vi conviene essere uomini coraggiosi"). Se si ha un'infinitiva con soggetto indeterminato, gli elementi concordati vanno in accusativo: Αἰσχρόν ἐστι φεύγοντας σώζεσθαι (è vergognoso che ci si salvi fuggendo)

- Costruzioni personali dell'infinito: si ha la costruzione con il nominativo:
  - con aggettivi uniti a εἰμί e γίγνομαι quali δίκαιος, φανερός - Δίκαιος εἶ βοηθεῖν αὐτῷ (è giusto che tu corra in suo aiuto)
  - con verbi che significano "sembrare - apparire" (δοκέω, φαίνομαι, ἔοικα), esempio Δοκεῖ αὐτῷ σκηπτὸς πασχεῖν εἰς τὴν πατρῷαν οἰκίαν (gli sembra che un fulmine si abbatta sulla casa paterna - In questo caso naturalmente l'infinito concorda nel tempo con il verbo principale.
  - con i verbi di "dire - dichiarare pensare" usati al passivo: ἤγγελται ἡ μάχη πάνυ ἰσχυρὰ γεγονέναι (è stato annunciato che la battaglia è stata molto accanita).

- - con espressioni tipiche dell'oratoria attica τοσούτου δέω "tanto manca che io", πολλοῦ δέω "molto manca che io"

- Usi particolari dell'infinito: in dipendenza da verbi che significano "far sì che - dare - affidare - permettere che" (ποιέω, δίδωμι) si ha l'infinito "volitivo", il cui valore oscilla tra il consecutivo e il finale: Ταύτην τὴν χώραν ἐπέτρεψε Κῦρος διαρπάσαι τοῖς Ἕλλησι (Ciro lasciò ai Greci questa regione da saccheggiare)
  - In dipendenza da sostantivi e aggettivi si ha l'infinito limitativo, che completa e limita il significato del verbo reggente: δεινὸς λέγειν (abile nel parlare), ἄξιος τιμᾶν (degno di essere rispettato).
- Infinito esclamativo: si esprime un sentimento con vivacità dal referente, il soggetto spesso è all'accusativo: Ἐμὲ παθεῖν τάδε (Che io debba patire queste cose!).